# Linea Bristol-Exeter
La linea Bristol-Exeter è una diramazione della Great Western Main Line. Va da Bristol a Exeter, per poi congiungersi con la linea Exeter-Plymouth. Era una delle tratte principali della Great Western Railway.

## Storia
La linea venne costruita dalla Bristol & Exeter Railway, con Isambard Kingdom Brunel come ingegnere. Il tratto da Bristol a Bridgwater venne aperto il 14 giugno 1841, mentre il tratto fino a Taunton venne aperto nel 1842. Inizialmente, la linea era a scartamento largo e fino al 1892 possedeva due tipologie di binari. Durante la riforma ferroviaria britannica, i cosiddetti "tagli di Beeching", vennero rimosse dalla linea venti stazioni e tre linee secondarie. La linea non è stata elettrificata, ma ci sono piani per elettrificare la tratta da Bristol a Weston-super-Mare.

## Località servite

### Da Bristol Temple Meads a Weston-super-Mare
Comunità servite: Bristol (incluso il sobborgo di Bedminster) - Nailsea - Backwell - Yatton - Weston-super-Mare (incluso il sobborgo di Worle)

### Da Weston-super-Mare a Taunton
Comunità servite: Weston-super-Mare - Highbridge - Burnham-on-Sea - Bridgwater - Taunton

### Da Taunton a Exeter St Davids
Comunità servite: Taunton - Tiverton - Willand - Exeter

## Stazioni sulla linea
- Stazione di Bristol Temple Meads
- Stazione di Bedminster
- Stazione di Parson Street
- Stazione di Nailsea e Backwell
- Stazione di Yatton
- Stazione di Worle
- Stazione di Weston Milton
- Stazione di Weston-super-Mare
- Stazione di Highbridge e Burnham-on-sea
- Stazione di Bridgwater
- Stazione di Taunton - collegamento con la linea Reading-Plymouth
- Stazione di Tiverton Parkway
- Stazione di Exeter St Davids

## Trasporto passeggeri
La linea è utilizzata dagli operatori ferroviari Great Western Railway e CrossCountry, e fino al 2007 anche da Virgin Trains.